# Fernand Courty
Fernand Courty (* 11. Juni 1862 in Bordeaux; † 12. Oktober 1921 ebenda) war ein französischer Astronom (Zweites Kaiserreich/Dritte Französische Republik) und Entdecker von Asteroiden.
Er begann 1880 bei dessen Gründung durch Georges Rayet am Observatoire de Bordeaux als Assistenzastronom zu arbeiten. In dieser Zeit entdeckte er 1894 zwei Asteroiden und war ebenfalls als Meteorologe tätig.

## Entdeckte Asteroiden
| Asteroid        | Asteroidentyp              | Entdeckungsdatum | Provisorische Bezeichnung(en)       |
| --------------- | -------------------------- | ---------------- | ----------------------------------- |
| (384) Burdigala | Mittlerer Asteroidengürtel | 11. Februar 1894 | 1894 AV, 1950 DW, 1969 ME           |
| (387) Aquitania | Mittlerer Asteroidengürtel | 5. März 1894     | 1894 AZ, 1945 NA, 1948 BG, 1953 EO1 |